# ميروسلاف رادولجيكا
ميروسلاف رادولجيكا (بالصربية: Мирослав Радуљица) مواليد 5 يناير 1988 في جمهورية صربيا الاشتراكية، هو لاعب كرة سلة صربي بدأ مسيرته الاحترافية في سنة 2005 ويحمل الرقم 10. يبلغ طوله 7 قدم 0 بوصة (2.1 م). أحرز مع منتخب بلاده المركز الثاني في بطولة كأس العالم لكرة السلة 2014 والثاني في بطولة أمم أوروبا لكرة السلة 2009.

## فرق لعب لها
- ميلووكي باكز
- مينيسيوتا تيمبر وولفز

## إحصائيات المسيرة

### الرابطة الوطنية لكرة السلة

#### الموسم الاعتيادي
| السنة   | الفريق                | لعب | بدأ | دقيقة | ميداني% | ثلاثية | حرة   | ارتداد | صنع | استلاب | تصدي | نقطة |
| ------- | --------------------- | --- | --- | ----- | ------- | ------ | ----- | ------ | --- | ------ | ---- | ---- |
| 2013–14 | ميلووكي باكز          | 48  | 2   | 9.7   | .540    | .000   | .818  | 2.3    | .5  | .1     | .3   | 3.8  |
| 2014–15 | مينيسيوتا تيمبر وولفز | 5   | 0   | 4.6   | .375    | .000   | 1.000 | 1.0    | .0  | .1     | .0   | 1.6  |
| المسيرة | المسيرة               | 53  | 2   | 9.2   | .530    | .000   | .825  | 2.1    | .4  | .2     | .2   | 3.6  |

## روابط خارجية
- ميروسلاف رادولجيكا على موقع الاتحاد الدولي لكرة السلة (الإنجليزية)
- ميروسلاف رادولجيكا على موقع الدوري الأوروبي لكرة السلة (الإنجليزية)
- ميروسلاف رادولجيكا على موقع إن بي أي (الإنجليزية)
- ميروسلاف رادولجيكا على موقع سبورتس رفرنس (الإنجليزية)
- ميروسلاف رادولجيكا على موقع كرة السلة الأوروبية.كوم (الإنجليزية)
- ميروسلاف رادولجيكا على موقع DraftExpress.com (الإنجليزية)
- ميروسلاف رادولجيكا على موقع ريلجم (الإنجليزية)
- ميروسلاف رادولجيكا على موقع بروبوليرز (الإنجليزية)
- ميروسلاف رادولجيكا على موقع سبورتس رفرنس (الإنجليزية)
- ميروسلاف رادولجيكا على موقع اللجنة الأولمبية الدولية (الإنجليزية)